# Malin Holta
Malin Holta (Stavanger, 1993. június 9. –) norvég válogatott kézilabdázó, irányító, a Sola HK játékosa.

## Pályafutása

### Klubcsapatokban
Pályafutása elején 2009-ig a harmadosztályú Randabergben kézilabdázott, ezt követően szerződtette az élvonalbeli Sola csapata. Miután a 2012-2013-as szezon végén a Sola kiesett a norvég élvonalból, Holta a Stabækhez szerződött. Egy év elteltével visszatért a még mindig norvég másodosztályban szereplő Solához, akikkel a 2014-2015-ös idény végén megnyerte a bajnokságot, és visszajutott az Eliteserien mezőnyébe, ahol a 2015-2016-os szezonban 166 gólt szerezve az élvonal legeredményesebb játékosa lett. Ezt követően Franciaországba igazolt a Nantes csapatához. A 2016-2017-es idényben az EHF-kupában 8 mérkőzésen 41 gólt szerzett. 2018 nyarán visszatért a Solához, ahol 2021 nyaráig kézilabdázott, majd Magyarországra, a Siófok KC csapatához igazolt.

### A válogatottban
Többszörös norvég ifjúsági és junior-válogatott. 2012-ben részt vett az U20-as világbajnokságon. A felnőttek között 2013. május 24-én debütált egy Szerbia elleni mérkőzésen.